# Bill Radovich
William Alex Radovich, né le 24 juin 1915 à Chicago, dans l'Illinois et mort le 6 mars 2002 à Newport Beach, en Californie, est un Américain, joueur professionnel de football américain, qui évolue au poste d'offensive guard dans la National Football League. Il a également une carrière d'acteur, jouant des rôles de « dur à cuire » au cinéma. Il est également le premier joueur de la NFL à porter plainte contre la ligue.

## Carrière universitaire
Radovich joue au football américain universitaire pour les Trojans de l'université de Californie du Sud.
En Californie du Sud, au milieu des années 1930, Radovich, qui dit que l'entraîneur de son université s'oppose à son style de jeu exubérant, joue sporadiquement. Il n'est pas sélectionné, par une équipe de la N.F.L. après la saison 1937, il cherche donc à rejoindre une équipe et il choisit les Lions de Détroit. « C'était la seule équipe qui garantissait aux joueurs un emploi pendant la saison morte », a-t-il déclaré.

## Carrière professionnelle
Radovich évolue cinq saisons en NFL avec les Lions de Detroit. Il est nommé All-Pro à deux reprises.
Après avoir joué pour Detroit de 1938 à 1941, Radovich entre dans la Marine et y reste jusqu'à la fin de la Seconde Guerre mondiale,. Il a 30 ans lorsqu'il rejoint les Lions pour la saison 1945 et, alors qu'il approche de la fin de sa carrière, il veut gagner autant qu'il le peut tout de suite. Il veut aussi se rapprocher de son père, gravement malade à Los Angeles.
En 1946, il informe les Lions qu'il voulait être échangé avec une équipe de la côte ouest, de préférence les Rams de Los Angeles, ou au moins gagner plus d'argent afin de pouvoir revenir en avion pour voir son père plus souvent. Le propriétaire des Lions, Fred Madel Jr. refuse les deux demandes. « Il a dit que je jouerais à Détroit ou que je ne jouerais nulle part », déclare Radovich au New York Times en 1994. « Il m'a également dit que si j'essayais de jouer à l'All-America Football Conference, il me mettrait sur une liste noire pendant cinq ans » assure-t-il.
Comme de nombreux joueurs établis de la NFL, Radovich est attiré par la nouvelle All-America Football Conference (AAFC), qui propose de doubler les salaires de nombreux joueurs. Il signe avec les Dons de Los Angeles, jouant pour eux en 1946 et 1947; il gagne 300 $ pour chaque match au cours de la saison de 14 matchs.
Il termine sa carrière professionnelle en jouant pour les Eskimos d'Edmonton de la ligue canadienne de football.

## Carrière cinématographique
Lorsqu'il laisse sa carrière de footballeur derrière lui, il joue allé jouer des rôles de « dur à cuire » au cinéma. On se souvient surtout de lui dans les rôles de Moose McCall dans « Un homme pas comme les autres », Ogeechuch dans « Le monde lui appartient », Eunuch dans « La Légende de l'épée magique », Hassan dans « À l'abordage » et bien d'autres rôles encore.

## Poursuites judiciaires
Lorsque l'AAFC est absorbée par la NFL, Radovich essaye de rejoindre les Clippers de San Francisco, qui jouaient dans la Pacific Coast Football League affiliée à la NFL, en tant qu'entraîneur des joueurs. C'est alors qu'il apprend qu'il a été mis sur liste noire.
En 1949, Radovich poursuit la NFL et subit d'abord un revers lorsque l'affaire est rejetée par un tribunal inférieur. Six ans plus tard, la Cour suprême des États-Unis, dans une décision 6-3, statue en faveur de Radovich, affirmant que tous les sports professionnels - à l'exception du baseball - sont soumis aux lois antitrust. Le tribunal ordonne que l'affaire soit rejugée.
À la demande de son avocat, Maxwell Keith, Radovich abandonne l'affaire à contrecœur et accepte un règlement de 42 500 $ de la NFL.

## Vie privée
Radovich, qui ne s'est jamais marié, laisse dans le deuil un frère, Walt, et une sœur, Gloria Kaye Clinton, tous deux de Palm Springs.
Les funérailles ont eu lieu à l'église orthodoxe serbe St. Sava à San Gabriel, en Californie.